# Hamalijiwka (Lwiw)
Hamalijiwka (ukrainisch Гамаліївка; russisch Гамалиевка Gamalijewka, polnisch Żydatycze) ist ein Dorf in der westukrainischen Oblast Lwiw mit etwa 750 Einwohnern.

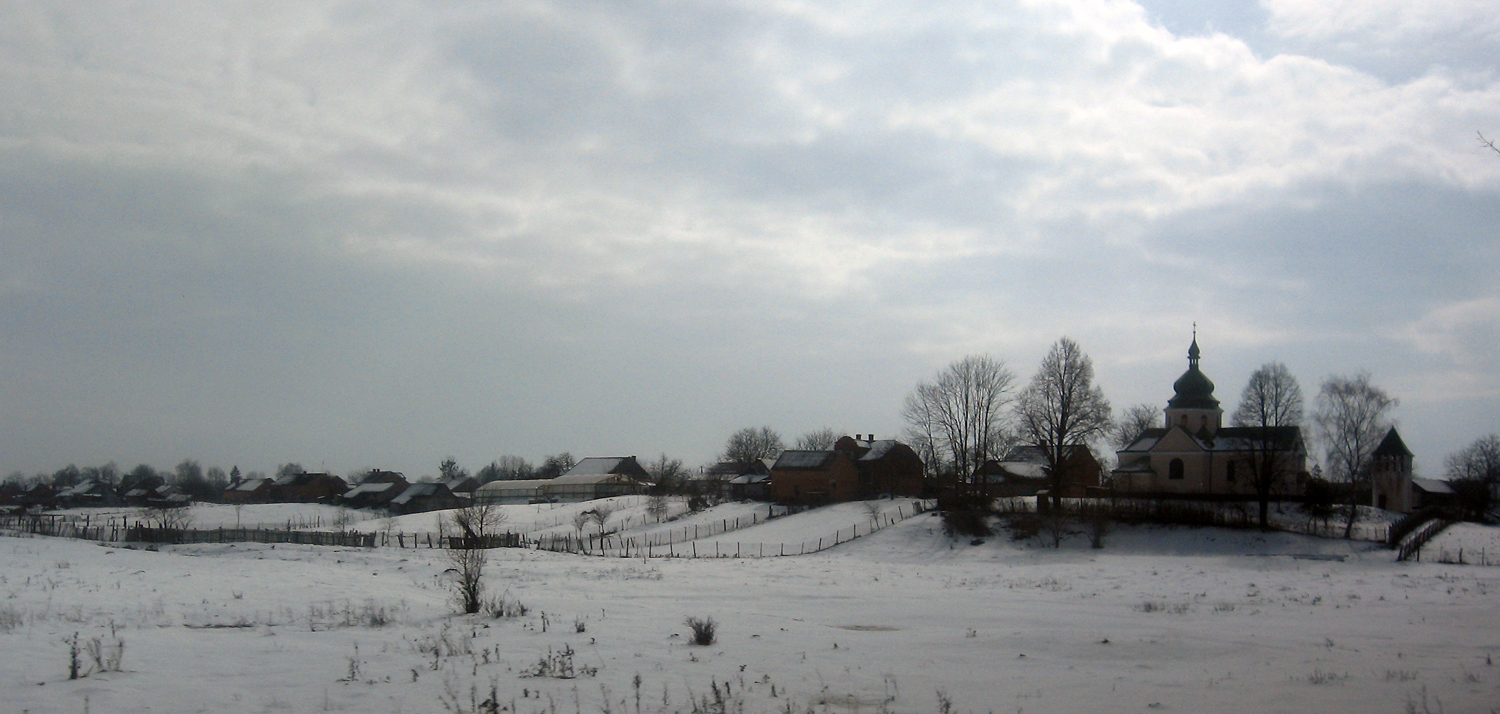
Blick auf den Ort

Am 24. Dezember 2017 wurde das Dorf ein Teil der neugegründeten Landgemeinde Murowane (Мурованська сільська громада/Murowanska silska hromada), bis dahin bildete es die gleichnamige Landratsgemeinde.
Am 12. Juni 2020 wurde der Ort, welcher bis dahin im Rajon Pustomyty lag, nach dessen Auflösung ein Teil des neugegründeten Rajons Lwiw.

## Geschichte
Der Ort wurde im Jahre 1405 als Zydathicza urkundlich erwähnt, als die römisch-katholischen Einwohner (also ohne Ruthenen) des Dorfes das Magdeburger Recht erhielten. Später wurde er Zudaticz (1419), Zidathicze (1491), Zidatycze (1515) und ähnlich genannt. Der ursprüngliche Name ist patronymisch abgeleitet von der polnischen und ukrainischen Bezeichnung für Jude.
Das Dorf gehörte zunächst zur Adelsrepublik Polen-Litauen, Woiwodschaft Ruthenien, Lemberger Land. Bei der Ersten Teilung Polens kam das Dorf 1772 zum neuen Königreich Galizien und Lodomerien des habsburgischen Kaiserreichs (ab 1804).
Im Jahre 1900 hatte die Gemeinde Żydatycze 121 Häuser mit 781 Einwohnern, davon 475 polnischsprachige, 298 ruthenischsprachige, 8 deutschsprachige, 474 römisch-katholische, 293 griechisch-katholische, 14 Juden.
Die römisch-katholische Pfarrei wurde im Jahr 1906 errichtet.
Nach dem Ende des Polnisch-Ukrainischen Krieges 1919 kam die Gemeinde zu Polen. Im Jahre 1921 hatte sie 147 Häuser mit 903 Einwohnern, davon 749 Polen, 153 Ruthenen, 1 anderer Nationalität, 601 römisch-katholische, 291 griechisch-katholische, 1 evangelische, 1 andere Christ, 9 Juden (Religion).
Im Zweiten Weltkrieg gehörte der Ort zuerst zur Sowjetunion, ab 1941 zum Generalgouvernement, ab 1945 wieder zur Sowjetunion, heute zur Ukraine. Nach dem Krieg hieß der Ort zunächst ukrainisch Schydjatytschi (Жидятичі), erhielt aber später seinen heutigen Namen.